# Touch May Festival
Le Touch May Festival est un festival de musique rock qui se déroulait chaque année aux alentours du mois de mai dans la ville de Soignies en Belgique.

## Présentation
Profitant de l'engouement omniprésent pour la musique rock en Belgique, ainsi que de l'expérience acquise au fil des années, les mouvements de jeunesse de Soignies ont décidé d'organiser un événement public de grande ampleur.
À titre d'exemple, en 2005, le Touch May a accueilli 5 formations régionales et 3 formations de niveau national (Sharko, Hollywood Porn Stars et Malibu Stacy), soutenues par le programme rock de la Communauté française.

## Responsable de l'organisation
Présent à Soignies depuis de nombreuses années, le Poste Pionnier est une section de l'Unité Scoute de Soignies, membre de la fédération nationale de mouvements de jeunesse « Les Scouts ».
Cette section regroupe actuellement à Soignies plus de 60 jeunes âgés de 16 à 18 ans qui se réunissent le samedi pour, entre autres, préparer un camp à l'étranger (notamment par la réalisation de projets lucratifs), et réaliser des projets sociaux (colis de noël, «îles de paix», Arc-en-ciel...) ou culturels et festifs (comme ce festival).
Ces jeunes sont encadrés par une équipe de 6 animateurs formés.

## Raisons du festival
Les pionniers ont souhaité organiser un événement qui aurait une valeur culturelle par la promotion conjointe de jeunes artistes régionaux et d'artistes issus et soutenus par le programme rock de la Communauté française, dans le cadre des tournées Arts et Vie.
Derrière la volonté de réunir professionnels reconnus et jeunes artistes prometteurs, se cache l'envie de profiter de la notoriété des uns comme d'un tremplin pour faire (re)connaître les autres. En effet, les organisateurs du festival sont largement convaincus du potentiel artistique de nombreuses formations rock en Wallonie, et espèrent par le biais de leur projet musical, leur donner  à eux aussi "leur chance"... 

## Éditions
2001
- he Grand Piano, Yel, Shine, SugarFree, Camping Doom Studio and Mawkish

2002
- Yel, Shine, Jesters, Astronomique, Camping Doom Studio, Deep Inside and Mawkish

2003
- Flexa Lyndo, Showstar, Girls in Hawaii, Camping Doom Studio, Jesters, Addiction, Shivaskunk and The Social Fashion

2004
- Girls in Hawaii, Hollywood Porn Stars, Austin Lace, Camping Doom studio, Alley Crumb, Taikonautes, Catharsis and Lazynation

2005
- Sharko, Hollywood Porn Stars, Malibu Stacy, Camping Doom Studio, Melchior, Private Joke, Picallily Circus and Red Sky

2006
- Maxcy's, Picallily Circus, Plugg, Private Joke, Hippolyte, Hallo Kosmo, Saule et les Pleureurs and Malibu Stacy

2007
- Stup, Maxcy's, The Tellers, Jelly, Private Joke, Minerale, My Little Cheap Dictaphone, Showstar and The electroidols

2008
- Urban Prophet, Rest, Bobble Head, Mom's Belly, Nestor, Thurmann, Dancing Naked Ladies, Hollywood Porn Stars

2009
- Uck and Uck, Full Tray, Hollogram Square, Camping Doom Studio, Ska out, Picallily Circus, Duplex, Larko, Freaky Age, The Electroïd Dolls

2010
- Restless Waves, Splat cats, Booble Head, Larko, Driving dead girl, The dancing naked ladies, Milk, Lucy Lucy